# 麒麟窟
麒麟窟（：／）位於朝鮮民主主義人民共和國平壤市牡丹峰，是他的歷史遺跡。相傳曾是高句麗始祖東明聖王停放坐騎麒麟的地方。根據《新增東國輿地勝覽》记载，“錦繡山浮碧樓西邊有麒麟窟”（錦繡山浮碧樓的西邊有麒麟窟）。
2012年，朝鮮中央通訊社高調報道發掘出“麒麟窟”字樣的長方形岩石，即認為是發現了麒麟窟，以此來宣傳平壤是朝鮮半島的正統政權。